# لي دورمان
لي دورمان (بالإنجليزية: Lee Dorman)‏ هو موسيقي أمريكي، ولد في 15 سبتمبر 1942 في سانت لويس في الولايات المتحدة، وتوفي في 21 ديسمبر 2012 في لاغونا نيغويل في الولايات المتحدة.

## وصلات خارجية
- لي دورمان على موقع IMDb (الإنجليزية)
- لي دورمان على موقع ميوزك برينز (الإنجليزية)
- لي دورمان على موقع أول ميوزيك (الإنجليزية)
- لي دورمان على موقع ديسكوغز (الإنجليزية)